# Yahya ben Muhammad
Pour les articles homonymes, voir Yahya.
Yahyâ ben Muhammad ben Idriss (berbère : ⵢⴰⵃⵢⴰ ⵓ ⵎⵓⵃⵎⵎⴷ ⵓ ⴷⵔⵉⵙ ; arabe :  يحيى بن محمد بن إِدرِيس) est un sultan idrisside qui règne de 848 à 864.

## Histoire
Yahyâ ben Muhammad est un des fils de Muhammad ben Idris. Il succède à son frère Ali ben Muhammad comme sultan idrisside en 848 sous le nom de Yahya Ier. Sous son règne Fès devient un refuge pour les Andalous et les Tunisiens et s'agrandit considérablement. Il fait construire des habitations dans les faubourgs ainsi que la mosquée et l'université Quaraouiyine en 859. Celle-ci est considérée par l'UNESCO comme la plus ancienne université du monde encore en activité,

## Filiation et succession
Il meurt en 864 et son fils Yahya ben Yahya lui succède.

## Source
- Charles-André Julien, Histoire de l'Afrique du Nord, des origines à 1830, édition originale 1931, réédition Payot, Paris, 1994
- Site Internet en arabe http://www.hukam.net